# Gouvernement Andreotti V
Pour les articles homonymes, voir Andreotti.
République italienne
Andreotti IV Cossiga I
Le gouvernement Andreotti V (en italien : Governo Andreotti V) est le gouvernement de la République italienne entre le 20 mars 1979 et le 4 août 1979, durant la VIIe législature du Parlement.

## Composition
Composition du gouvernement : 
- Démocratie chrétienne
- Parti social-démocrate italien
- Parti républicain italien

### Président du Conseil des ministres
Giulio Andreotti